# Milchling-Haus

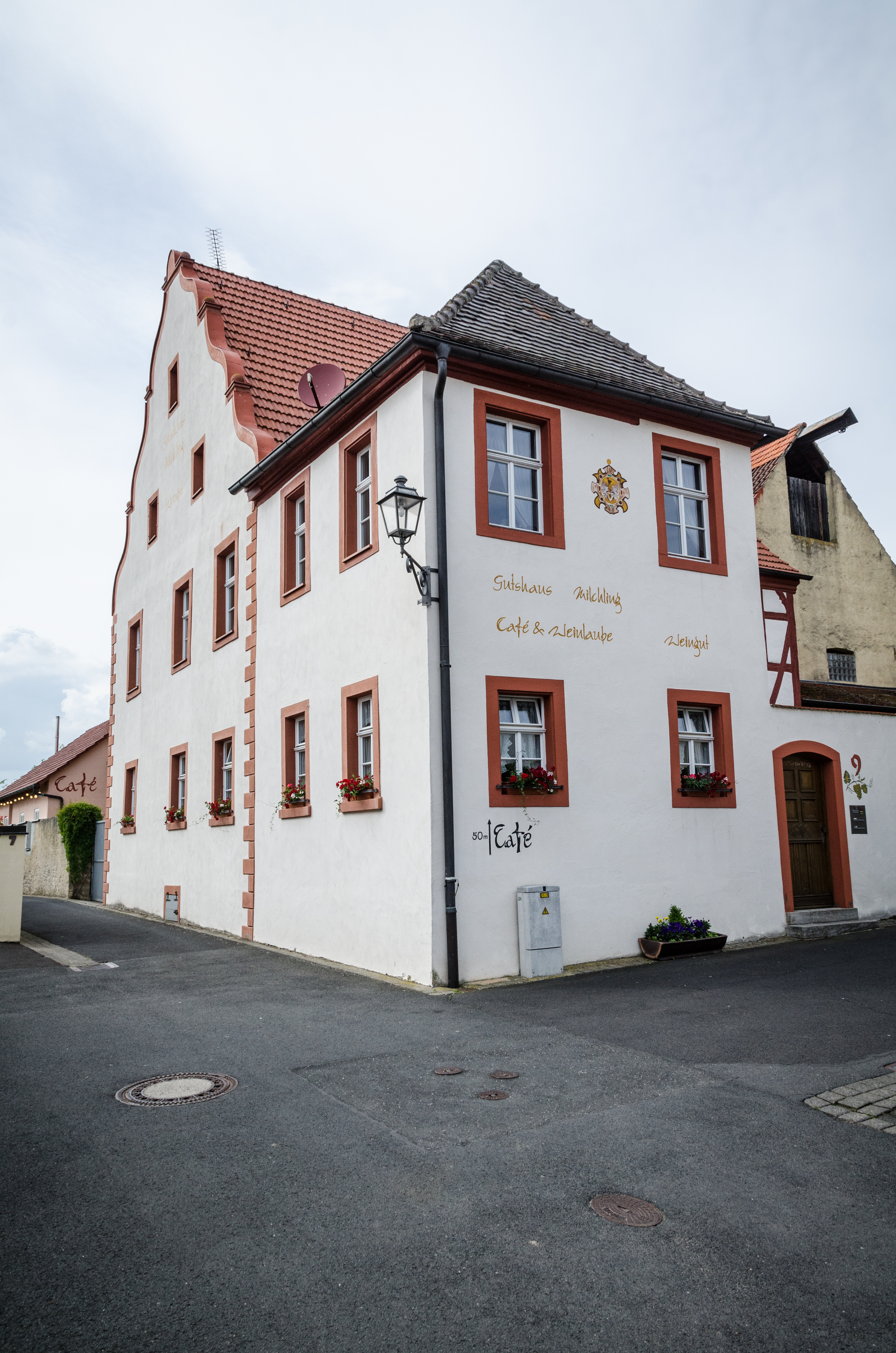
Das Milchling-Haus in Sommerach

Das sogenannte Milchling-Haus (auch Gutshaus Milchling) mit der Adresse Untere Maintorgasse 9 ist ein ehemaliger Gutshof im unterfränkischen Sommerach. Es beherbergt heute das Weingut Milchling. 

## Geschichte
Die Geschichte des Gutshofes ist eng mit der politischen Geschichte des Dorfes verbunden. Während des Mittelalters war die Grundherrschaft in Sommerach zwischen mehreren Herren geteilt. Den Großteil besaß die Abtei Münsterschwarzach, 16 Höfe waren an die Herren von Vestenberg gelangt. Sie verkauften 1512 und 1516 zwölf dieser Höfe an das Hochstift Würzburg. Die restlichen vier gelangten 1589 an Heinrich Hermann Schutzbar genannt Milchling, Freiherr zu Burgmilchling und Wilhermsdorf.
Die Milchling benötigten einen festen Sitz im Ort, um die später sechs Familien unter ihrer Herrschaft durch einen Schultheißen vertreten zu können. Deshalb errichteten sie 1598 das noch bestehende Gebäude. Die Familie der Milchling starb aber bereits im Jahr 1653 aus und es brach ein Streit über die neue grundherrschaftliche Ordnung im Dorf aus. Die eine Hälfte des Anteils der Milchlings an der Dorfherrschaft fiel schließlich 1668 an den Markgrafen von Brandenburg-Ansbach, die andere an den Fürstbischof von Würzburg.
Nach der Beilegung des sogenannten Sommeracher Erbfolgestreits wurde das Gebäude wohl nicht mehr als Amtshaus genutzt. Stattdessen konzentrierten sich die Verwaltungsgebäude in der Maintorstraße. In den Hof zogen Sommeracher Bürger ein und der Gutshof wurde in ein Wohnhaus umgewandelt. Heute besteht ein von Gerhard Schleicher betriebenes Weingut in den Räumlichkeiten. Er forcierte auch die Renovierung des Baus. Der ehemalige Gutshof wird als Baudenkmal eingeordnet.

## Architektur
Das Gebäude ist ein zweigeschossiger Satteldachbau in den Formen der Renaissance. Ein ebenfalls zweigeschossiger Anbau hat ein Walmdach. Zur Maintorgasse hin schließt der Gutshof mit einem geschwungenen Giebel ab. Das Fachwerk im Obergeschoss des Hofes ist verputzt. Die Anlage ist von einer Mauer umgeben, die beiden Bauten füllen die Südwestecke des Grundstücks aus.